# Elbbachaue östlich von Elz
Elbbachaue östlich von Elz este o arie protejată (arie specială de conservare — SAC, sit de importanță comunitară — SCI) din Germania întinsă pe o suprafață de 48,09 ha, integral pe uscat.

## Localizare
Centrul sitului Elbbachaue östlich von Elz este situat la coordonatele 50°24′29″N 8°02′51″E / 50.4081°N 8.0475°E.

## Înființare
Situl Elbbachaue östlich von Elz a fost declarat sit de importanță comunitară în noiembrie 2004 pentru a proteja 2 specii de animale. Situl a fost protejat și ca arie specială de conservare în martie 2008.

## Biodiversitate
Situată în ecoregiunea continentală, aria protejată conține 3 habitate naturale: Fânețe de joasă altitudine (Alopecurus pratensis, Sanguisorba officinalis), Izvoare petrifiante cu formare de travertin (Cratoneurion), Păduri aluvionare cu Alnus glutinosa și Fraxinus excelsior (Alno-Padion, Alnion incanae, Salicion albae).
La baza desemnării sitului se află mai multe specii protejate de  nevertebrate (2): phengaris nausithous (Maculinea nausithous), Maculinea teleius.